# Alliberament continu
En el desenvolupament de programari, el model de llançament continu, alliberament continu, actualització contínua o rolling release (en anglès) fa referència a un sistema de llançament i actualitzacions constant del programari. És una tipologia que classifica les fases de desenvolupament del programari segons el cicle de llançament i suport existent. A diferència d'un model de desenvolupament estàndard que utilitza diferents versions que han de reinstal·lar el sistema, genera un menor risc en actualitzar components importants del programa, ja que són actualitzats de manera gradual. Un exemple d'aquesta diferència seria les diverses versions d'Ubuntu Linux en contraposició a la versió única i constantment actualitzada d'Arch Linux.